# Hải chiến vịnh Miyako

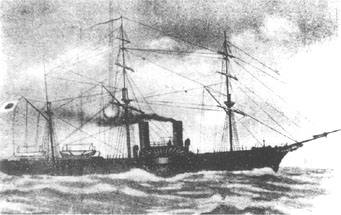
Tàu chiến Kaiten đóng vai chính trong trận này.

Hải chiến vịnh Miyako  (宮古湾海戦 Miyakowan Kaisen, Cung Cổ loan Hải chiến) là một trận đánh trong Chiến tranh Boshin ngày 6 tháng 5 năm 1869 (25 tháng 3 âm lịch).

## Chuẩn bị
Sau khi tàn quân trung thành với Mạc phủ Tokugawa từ chối đầu hàng chính quyền Meiji mới trong Trận Ueno và Trận Aizu, họ chạy về phía Bắc chiếm đảo Hokkaidō và thành lập Cộng hòa Ezo. Hải quân của chính quyền Meiji cũng tiến về phía Bắc để trợ giúp cho cuộc tấn công Hokkaidō.
Hải quân triều đình rời Tokyo ngày 9 tháng 3 năn 1860, và tiến đến cảng Miyako, phía Bắc Sendai, ngày 20 tháng 3. Hạm đội triều đình nhanh chóng được xây dựng xung quanh thiết giáp hạm do Pháp đóng Kōtetsu, mua từ Hoa Kỳ. Các tàu khác bao gồm Kasuga, Hiryū, Teibo, Yoshun, và Moshun, được các phiên Saga, Chōshū và Satsuma cung cấp cho chính quyền trung ướng mới năm 1868. Tổng cộng có 8 tàu của triều: Kōtetsu, Kasuga, 3 tàu hộ tống nhỏ và 3 tàu vận tải.
Đoán trước được việc Hạm đội triều đình sẽ tới, quân nổi loạn tổ chwucs một kế hoạch chiếm tàu chiến mới Kōtetsu, và cử đi 3 tàu tấn công bất ngờ:
- Kaiten (kỳ hạm của Hải quân Cộng hòa Ezo). Kaiten do Arai Ikunosuke chỉ huy, và chở theo những người hàng đầu của Shinsengumi, chỉ huy của họ Hijikata Toshizo, cũng như cựu cố vấn quân sự Hải quân Pháp Henri Nicol. Nicol đã được chọn cho cuộc tấn công này vì ông là người Bordeaux, và tình cờ biết được đặc tính và việc đóng tàu chiến Kōtetsu, đóng tại cùng thành phố ông ở.
- Banryu, với Yugekitai (遊撃隊) (Du Kích đội) và cựu sĩ quan hậu cần Hải quân Pháp Clateau, chịu trách nhiệm về pháo binh.
- Takao (Aschwelotte cũ) dưới sự chỉ huy của cựu sĩ quan Hải quân Pháp Eugène Collache, cùng đội Shinkitai (伸木隊) (Thuần Mộc đội).

Các con tàu gặp phải thời tiết xấu, tàu Takao bị hỏng động cơ, và Banryu bị tách ra khỏi đoàn. Banryu cuối cùng trở về Hokkaidō, mà không tham gia trận này.

## Hành động
Để tạo bất ngờ, Kaiten dự định tiến vào cảng Miyako với cờ Mỹ. Không thể tiến nhanh hơn 3 hải lý/h vì trục trặc động cơ, Takao bị kéo lê ở sau, và Kaiten tham chiến đầu tiên.
Kaiten tiến đến các tàu địch và kéo lên cờ của Cộng hòa Ezo vài dây sau khi đáp lên tàu Kōtetsu. Kaiten đâm mũi tàu vào hông tàu Kōtetsu, và bắt đầu nổ súng. Boong tàu Kaiten cao hơn Kōtetsu đến 3m, buộc các samurai phải nhảy từng người một. Sau khi bất ngờ ban đầu trôi qua, Kōtetsu đẩy lui được cuộc tấn công bằng súng máy, khiến bên tấn công bị thương vong lớn. Phần lớn các samurai tấn công bị quét sạch; Nicol bị trúng hai viên đạn, và chỉ huy đội tấn công Koga Gengo từ trận và vị trí của ông được Đô đốc Arai Ikunosuke thay thế. Trong lúc đó, Kaiten bắn bị thương 3 tàu chiến địch, nhưng cuối cùng phải ngưng chiến mà không chiếm được tàu Kōtetsu.

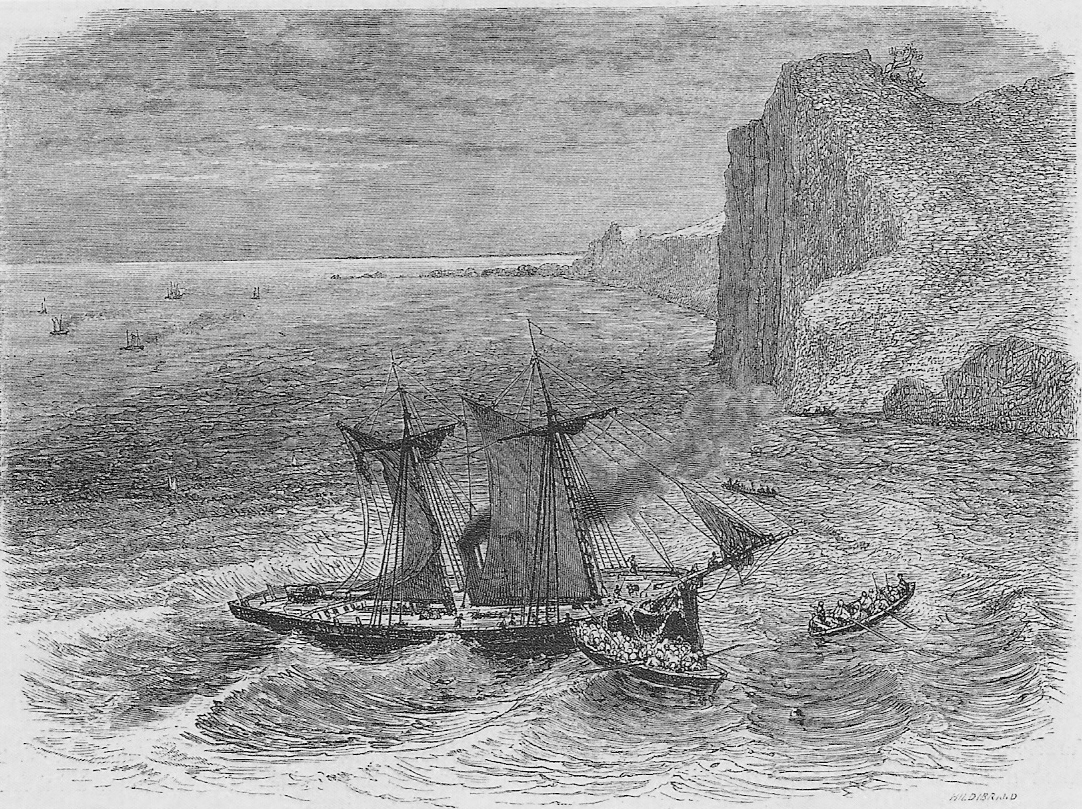
Tàu Takao tơi tả, bị Hải quân triều đình đuổi theo.

Kaiten ra khỏi vịnh Miyako, theo sau là các tàu của triều đinh (đã làm ấm động cơ từ trước khi cuộc tấn công nổ ra), đúng lúc tàu Takao tiến vào. Kaiten cuối cùng chạy được đến Hokkaidō, nhưng Takao quá chậm để bỏ lại những tàu đuổi theo và bị cho lên cạn không xa cách vịnh Miyako, để thủy thủ đoàn có thể chạy thoát lên đất liền. 40 thủy thù (bao gồm 30 samurai và cựu sĩ quan Pháp Eugène Collache) chạy trốn được trong vài ngày, nhưng cuối cùng đầu hàng quân đội triều đình. Họ bị đưa đến Tokyo cầm tù và xét sử. Mặc dù số phần của những phiến quân Nhật Bản không rõ, Collache cuối cùng được ân xá và bị trục xuất về Pháp.

## Kết luận
Hải chiến Miyako là một cố gắng táo bạo nhưng liều lĩnh của quân đội Cộng hòa Ezo để vô hiệu hóa tàu Kōtetsu hùng mạnh. Đây là trường hợp đầu tiên của một cuộc tấn công lên boong ở Nhật Bản. Mặc dù nỗ lực này thất bại, việc mất tàu Takao là không có lợi. Hải quân triều đình tiếp tục tiến về phía Bắc mà không bị cản trở, trợ giúp cho việc đổ bộ và chiến đấu của hàng ngàn quân triều đình trong Trận Hakodate.